# Carl Luython
Carl Luython (* 1557 oder 1558 in Antwerpen; † 2. August 1620 in Prag) war ein franko-flämischer Komponist und Organist der späten Renaissance.

## Leben und Wirken
Der Vater von Carl Luython war Rektor der Antwerpener Lateinschule seit 1532, dies führt zu der Annahme, dass er eine gründliche humanistische Ausbildung erhalten haben dürfte. Er wurde 1566 als Chorknabe für die Hofkapelle von Kaiser Maximilian II. angeworben. Dort bekam er neben seinem Dienst weiteren Unterricht durch die hier amtierenden Kapellmeister Jacobus Vaet und Philippe de Monte. Die Unterweisung im Orgelspiel könnte von dem dortigen Hoforganisten Walter Formellis († 1582) und dessen beiden Assistenten ausgegangen sein. Nach Eintreten des Stimmbruchs wurde ihm das damals übliche Stipendium am 8. August 1571 ausgezahlt; der junge Musiker hat daraufhin ab Herbst 1571 offenbar einen Studienaufenthalt in Italien angetreten, der bis Ende 1575 dauerte. Näheres über diese Zeit ist nicht bekannt.
Nach seiner Rückkehr nach Wien wirkte er wieder in der Hofkapelle mit und wurde ab dem 18. Mai 1576 als „Cammer musicus“ mit einem Monatsgehalt von zehn Gulden in den dortigen Akten geführt. Nach dem Tod von Maximilian II. im gleichen Jahr wurde er zwar zusammen mit anderen Mitgliedern der Kapelle offiziell entlassen, wurde aber sogleich in den Dienst des Nachfolgers Rudolf II. übernommen. Im Januar 1582 kam es zu seiner rückwirkenden Ernennung zum dritten Hoforganisten und wenig später im gleichen Jahr zum zweiten Hoforganisten. Luython begleitete seinen Dienstherrn im selben Jahr auch zum Reichstag nach Augsburg; dort konnte er Johann Fugger eine Ausfertigung des ersten Madrigalbuchs überreichen, welches diesem gewidmet war. Auch im Orgelbau war der Komponist engagiert: Zusammen mit dem Orgelbauer Albrecht Rudner wirkte er von 1581 bis 1590 an der Erneuerung der Orgel des Doms St. Veit in Prag mit. Die betreffenden Akten enthalten zahlreiche Einwendungen Luythons zu diesem Vorhaben, womit er recht detailliert seine Vorstellungen vom Orgelbau wiedergibt. Kaiser Rudolf II. verlegte im Jahr 1583 seinen ganzen Hofstaat von Wien nach Prag. Als sein Bruder, Erzherzog Ernst, im Jahr 1587 die Bischofsweihe erhielt, erschien die erste Motettensammlung Luythons mit einer Widmung an diesen. Auf der Liste der Kapellmitglieder vom Jahr 1594 erscheint der Name des Komponisten zusammen mit Paul de Winde, beide als Kapellorganisten. Nach dem Tod de Windes 1596 erfolgte die Ernennung Luythons zum ersten Kapellorganisten. Als Philippe de Monte am 4. Juli 1603 verstorben war, übernahm Luython auch noch die Position des Hofkomponisten. Daraufhin erschienen kurz nacheinander die wichtigsten Sammlungen seiner Kompositionen im Druck. Die Sammlung „Liber I missarum“ in dieser Reihe war Kaiser Rudolf II. gewidmet, dafür bekam der Komponist 500 Gulden als Geldgeschenk.
Als Würdigung für Luythons 35 Jahre Dienst am Hof wurde ihm am 16. Mai 1611 von Kaiser Rudolf eine jährliche Pension von 200 Gulden zugesagt; es zeigte sich jedoch, dass sich diese Unterstützung nur mit großer Mühe geltend machen ließ. Nach dem Tod von Rudolf II. im Januar 1612 entließ sein Nachfolger Matthias nahezu die gesamte Hofkapelle einschließlich Carl Luython ohne Pension. Der Komponist war gezwungen, nach und nach seinen Besitz zu verkaufen. Dazu gehörte auch ein besonderes Cembalo („Clavicymbalum universale seu perfectum“) mit 77 Tasten und vier Oktaven Tonumfang, welches der Bischof von Breslau, Erzherzog Karl, erwarb. Carl Luython, der nie geheiratet hatte und keine Priesterweihe bekommen hatte, ist im August 1620 in Armut in Prag verstorben. Aus seinem Testament geht hervor, dass er seinem Bruder Claude und seiner Schwester Clara Pensionsansprüche von 2200 Gulden hinterlassen hat, die aber nie eingefordert werden konnten.

## Bedeutung
Im Hinblick auf die kirchenmusikalischen Werke stehen Luythons Kompositionen in der Tradition der franko-flämischen Musik. Besonders die von ihm geschaffenen Messen zeigen den unverkennbaren Einfluss von Philippe de Monte. Grundsätzlich haben die Komponisten der Prager Hofkapelle einen auffallend konservativen Stil gepflegt; bei den Messen kommt somit die Parodiemesse am häufigsten vor. Vier der Parodiemessen von Carl Luython basieren auf Vorlagen seines Lehrers de Monte, die fünfte, „Tityre tu patule“, gründet sich auf die gleichnamige Komposition eines anonymen Musikers. Die vier Quodlibet-Messen Luythons stellen einen Sonderfall dar und stehen offenbar in der Tradition des gleichen Messtypus von Jacobus Vaet und Jakob Regnart. Sie verzichten auf eine komplexe Polyphonie und beziehen sich auf die Quodlibets im zeitgenössischen Lied. Auffallend ist auch, dass Luython sich in seiner Kirchenmusik nicht an den Reformen des Konzils von Trient orientiert hat.
Außer den in seinem Madrigalbuch von 1582 enthaltenen Madrigalen hatte Luython offenbar keine weiteren geschrieben; dieses Werk diente wohl als Nachweis seines musikhandwerklichen Könnens. In diesen Stücken kommen in ihrem Ausdruck und in ihrer Bildhaftigkeit die zeitgenössischen italienischen Neuerungen dieser Gattung zur Geltung; sie halten etwa die Mitte zwischen homophoner Deklamation und polyphoner Gestaltung. Die einzige von ihm überlieferte Instrumentalkomposition, die „Fuga suavissima“ („allerlieblichste Fuge“), hat in der Geschichte der Orgelmusik eine gewisse hervorgehobene Bedeutung, als in ihr zum einen die Verschmelzung der Kompositionstechniken von Ricercar und Kanzone sichtbar wird und zum anderen die verstärkte Verwendung der Chromatik innerhalb einer Tonalität für die Ausgestaltung einer Komposition vorgeführt wird.

## Werke
- Geistliche Vokalwerke
  - „Popularis anni jubilus“ zu sechs Stimmen, Prag 1587
  - „Selectissimarum sacrarum cantionum“ zu sechs Stimmen, Prag 1603
  - „Opus musicum […] in Lamentationes Hieremiae prophetae“, Prag 1604
  - „Liber I missarum“, Prag 1609
  - Missa „Ad aequales“ zu vier Stimmen (Quodlibetica), 1609
  - Missa „Amorosi pensieri“ zu sechs Stimmen, 1609, nach einem Madrigal von Philippe de Monte
  - Missa Basim „Caesar vive“, 1609
  - Missa „Elselein, liebstes Elselein“ zu sechs Stimmen, verschollen
  - Missa „Filiae Hierusalem“, 1609, nach einer Motette von Philippe de Monte
  - Missa „Ne timeas Maria“ zu fünf Stimmen, 1609, nach einer Motette von Philippe de Monte
  - Missa Quodlibetica zu drei Stimmen, 1609
  - Missa Quodlibetica zu vier Stimmen, 1609
  - Missa Quodlibetica zu sechs Stimmen, 1609
  - Missa „Tirsi morir volea“ zu fünf Stimmen, nach einem Madrigal von Philippe de Monte
  - Missa „Tityre tu patule“ zu fünf Stimmen, nach einem Satz eines anonymen Komponisten
  - Kyrie zu sechs Stimmen (Messefragment)
  - 2 weitere Werke, veröffentlicht im „Moduli Symphoniaci“, Innsbruck 1629
  - 1 weiteres Werk, veröffentlicht im „Florilegium Portense“, 2. Teil, Leipzig 1621
- Weltliche Vokalwerke
  - „Il primo libro de madrigali“ zu fünf Stimmen, Venedig 1582
- Instrumentalwerke
  - „Fuga suavissima“, veröffentlicht im „Nova musices organicae tabulatura“, Basel 1617